# Блэк, Сирил Эдвин
Сирил Эдвин Блэк (англ. Cyril Edwin Black) (10 сентября 1915; Брайсон-Сити, штат Северная Каролина, США — 18 июля 1989; Принстон, штат Нью-Джерси) американский историк, профессор истории, учёный-международник, советолог. Один из крупнейших специалистов по вопросам истории международных отношений, а также внешней политики и истории Советского Союза.

## Биография
Блэк родился в болгаро-американской семье; его детство прошло в Турции и Болгарии.
В 1932—1934 годах Блэк учился в Американском колледже в Софии, Университете Безансона во Франции, а затем в Австро-американском институте (Вена) и в Берлинском университете (1933—1935). Окончил Университет Дьюка (1936) и магистратуру Гарвардского университета (1941).
В 1943—1946 годах Блэк был сотрудником Государственного департамента США и консультантом Министерства обороны США. В качестве сотрудника дипломатической службы он был помощником политического советника США в Союзной контрольной комиссии в Болгарии (1944—1945). Осенью 1945 года он был консультантом миссии Этриджа (англ. Ethridge Mission), направленной в Болгарию, Румынию и СССР для составления отчёта о выполнении решений Ялтинской конференции. Власти Болгарии обвинили его наряду с другими членами миссии в осуществлении шпионажа. Блэк отвергал эти обвинения как «полностью сфабрикованные». После Второй мировой войны он участвовал в работе нескольких международных комиссий. В 1958 году он входил в состав делегации наблюдателей США на выборах в Верховный Совет СССР, где познакомился с Н. С. Хрущёвым.
Блэк начал преподавать в Принстонском университете в 1939 году, а в 1954 году получил ставку профессора, проработав там до выхода на пенсию в 1986 году. Блэк — инициатор курса изучения России на уровне бакалавриата. Он преподавал курсы русской истории, сравнительной революции и сравнительной модернизации. Блэк был именным профессором истории и международных отношений Дж. Макдоннела (англ. James S. McDonnell Distinguished Professor of History and International Affairs), именным профессором русской истории Дьюка (англ. Duke Professor of Russian History; 1961—1970, 1972—1983). С 1968 по 1985 год Блэк возглавлял Принстонский центр международных исследований (англ. Center of International Studies).
Блэк — автор и редактор ряда монографий и сборников, посвященных России и СССР. Его архив хранится в Библиотеке Принстонского университета.
Был женат на Коррин Мэннинг (англ. Corrine Manning). У супругов было двое детей, — сын и дочь.
18 июля 1989 года Блэк скончался от сердечной недостаточности в Медицинском центре Принстона в возрасте 73 лет.

### Автор
- Understanding Soviet Politics: The Perspective of Russian History (1986)

### Соавтор и редактор
- Challenge in Eastern Europe (1954);
- Rewriting Russian History;
- Soviet Interpretation of Russia’s Past (1956);
- American Teaching About Russia (1959);
- The Transformation of Russian Society: Aspects of Social Change Since 1861 (1960);
- Communism and Revolution: The Strategic Uses of Political Violence (1964);
- The Modernization of Japan and Russia (1975).